# Melanomyinae
Melanomyinae – podrodzina muchówek z podrzędu krótkoczułkich i rodziny plujkowatych. 
Samce z tej grupy charakteryzuje brak ząbków na akrofallusie i innych częściach ściany edeagusa. Samice wyróżniają liczne cechy budowy pokładełka. Brak mikroskopijnego owłosienia na jego błonach pleuralnych i sklerytach, poza hypoproctem i, u niektórych rodzajów, tylną częścią ósmego tergum. Ósme tergum zlane jest z epiptoktem. Co najmniej na silnie wydłużonych segmentach siódmym i ósmym pokładełka szczecinki zastąpione są drobnymi sensillami. Ponadto w grupie tej zaznacza się tendencja do zaniku metalicznego ubarwienie, a w części rodzajów także owłosienia na różnych powierzchniach tułowia.
Należą tu rodzaje:
- Angioneura Brauer et Bergenstamm, 1893
- Eggisops Rondani, 1862
- Melanomya Rondani, 1856
- Nepalonesia Kurahashi et Thapa, 1994
- Pseudopsodexia Townsend, 1935
- Tricycleopsis Villeneuve, 1927